# Encyclia cajalbanensis
Encyclia cajalbanensis là một loài thực vật có hoa trong họ Lan. Loài này được Múj.Benítez, Bocourt & Pupulin mô tả khoa học đầu tiên năm 2004.